# Maskeron
U arhitekturi, maskeron (tal. mascherone, uvećanica tal. maschera – maska) je dekorativni element na kapitelima stupova i konzolama. Prikazan je kao maska, u obliku čovječjega lica grotesknih crta. Osim ljudskoga, može biti u obliku životinjskog lica, a osim u reljefu, može biti i slikarski ukras.
Navodna funkcija je izvorno bila da zastraši zle duhove kako ne bi ušli u zgradu. Koncept je naknadno prilagođen kako bi postao čisto dekorativni element. Najnoviji arhitektonski stilovi koji su intenzivno koristili maskarone bili su Beaux Arts i secesija. Osim u arhitekturi, maskaroni se koriste i u drugim primijenjenim umjetnostima.

## Galerija
- Hôtel du Commandant Militaire (Dijon, Francuska)
- Maskaron iznad vrata u Parizu
- Maskaron iznad prozora u ulici Rüütli tänav (Tartu, Estonija)
- Detalj drevnog friza portika Tiberija (Afrodizija, Turska)

## Vanjske poveznice
- Art of Old Paris  Arhivirana inačica izvorne stranice od 11. ožujka 2017. (Wayback Machine)